# Gurupi (ort)
Gurupi är en ort i Brasilien.   Den ligger i kommunen Gurupi och delstaten Tocantins, i den centrala delen av landet, 500 km norr om huvudstaden Brasília. Gurupi ligger 299 meter över havet och antalet invånare är 64 789.
Terrängen runt Gurupi är platt. Det finns inga andra samhällen i närheten.
Omgivningarna runt Gurupi är huvudsakligen savann. Runt Gurupi är det ganska glesbefolkat, med 38 invånare per kvadratkilometer.